# Grosmont Castle
Grosmont Castle (walisisch Castell Grysmwnt) ist eine Burgruine in Monmouthshire in Wales. Die als Kulturdenkmal der Kategorie Grade I klassifizierte und als Scheduled Monument geschützte Ruine war eine stark befestigte Residenz der Marcher Lords.

## Geschichte

### Umstrittene Grenzburg im 11. und 12. Jahrhundert
Die Burg gehörte neben Skenfrith und White Castle zu den sogenannten Three Castles, die als Burgendreieck im Mittelalter die Grenze zwischen Wales und England sicherten und deren Geschichte eng miteinander verknüpft ist. Seit dem 12. Jahrhundert bildeten die drei Burgen eine gemeinsame Herrschaft.
Ein erster Ringwall wurde vermutlich von William FitzOsbern während der Eroberung von Südwales 1070 errichtet. William fiel jedoch 1071 in Flandern und sein Sohn Roger verlor 1075 seine Ländereien. Unter der Regierung von König Heinrich I. fiel Grosmont an den Marcher Lord Pain FitzJohn, der die Burg zum Hauptort einer später nach der Burg genannten Herrschaft zwischen White Castle im Westen und Orcop Castle im Osten machte. Pain FitzJohn wurde im Juli 1137 während des 1134 begonnen walisischen Aufstands getötet, doch hatte er bereits vorher seine Ländereien mit dem König gegen Besitz in Archenfield in Herefordshire getauscht. Die nun königliche Burg wurde während der Anarchy 1139 von Brian FitzCount, dem Lord of Abergavenny erobert, der sie 1142 an Walter of Hereford, einen Sohn von Miles de Gloucester weitergab. Walter fiel um 1160 in Palästina, worauf König Heinrich II. die Burg besetzte.

### Ausbau zur steinernen Burg und Residenz
Die Burg blieb im Besitz der Krone, bis sie König Johann Ohneland 1201 an Hubert de Burgh vergab, der die Burg zur steinernen Festung ausbaute. Nachdem Hubert 1205 in Frankreich schwer verwundet in Gefangenschaft geraten war, übergab der König 1206 die Burg an William de Braose. Bereits 1208 fiel sie nach dem Verrat de Braoses wieder zurück an die Krone. 1219 erhielt sie Hubert de Burgh zurück, der sie zwischen 1224 und 1226 weiter ausbauen ließ. Zwischen 1228 und 1230 war die Burg kurzzeitig im Besitz von John de Braose, einem Enkel Williams de Braose, fiel dann jedoch wieder an de Burgh zurück. Als Heinrich III. de Burgh 1232 als Justiciar entließ, besetzte der König 1233 die Burg. Während des Englisch-Walisischen Kriegs wurden der König und seine Armee bei einem Vorstoß nach Wales von den Walisern und den mit ihnen verbündeten Rebellen de Burgh und Richard Marshal überrascht und mussten unter Verlust ihrer Pferde und Ausrüstung fliehen. 1239 verlor Burgh die Burg endgültig an den König, der sie 1267 an seinen Sohn Edmund gab. Edmund baute die Burg von 1274 bis 1294 zu einer seiner Residenzen aus. Sein Enkel Henry of Grosmont, der Sohn von Henry Plantagenet, 3. Earl of Lancaster, wurde um 1310 in der Burg geboren. Danach blieb die Burg im Besitz seiner Erben, bis sie mit der Thronbesteigung von Heinrich Bolingbroke 1399 wieder an die Krone fiel. Während der Rebellion von Owain Glyndŵr wurden die Aufständischen 1404 in der Schlacht von Campston Hill bei Grosmont besiegt. Im folgenden Jahr wurde die Burg von Owain Glyndŵr belagert, aber durch eine von Hereford kommende Armee unter Harry von Lancaster entsetzt. In der folgenden Schlacht bei Grosmont erlitten die Waliser eine schwere Niederlage.

### Verfall zur Ruine seit dem 15. Jahrhundert
In den folgenden Jahrhunderten verfiel die Burg. 1825 verkaufte das Duchy of Lancaster die Burg an den Duke of Beaufort. 1902 wurde sie vom Historiker Joseph Bradney erworben, bevor sie schließlich 1923 in den Besitz des Staates kam. Heute wird die Ruine von Cadw betreut.

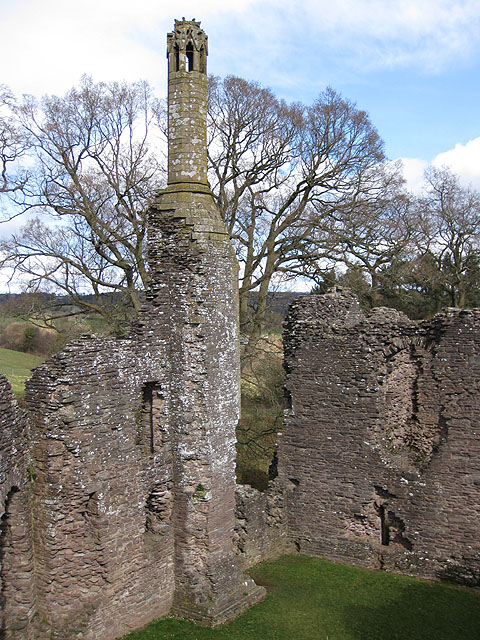
Die Ruine des nördlichen Wohngebäudes mit dem eleganten Schornstein aus dem 14. Jahrhundert

## Anlage
Die Ruine liegt am östlichen Ortsrand des Dorfes Grosmont, etwa 16 km nordwestlich von Monmouth am Westufer des River Monnow an der Grenze zwischen Wales und England. Der Zugang zur Burg erfolgt von Süden durch den äußeren Burghof, von dem nur noch Reste des Grabens und der Erdwälle sowie die Fundamente eines Wirtschaftsgebäudes erhalten sind. Teile des Grabens sind in den umliegenden privaten Gärten aufgegangen.
Die kompakte Kernburg wurde aus vor Ort gebrochenem Sandstein erbaut. Eine moderne Holzbrücke führt über den trockenen Burggraben zu den spärlichen Resten des aus dem 13. Jahrhundert stammenden und im 14. Jahrhundert umgebauten Torhauses. Links des Torhauses führt die in den 1220er Jahren errichtete Ringmauer halbkreisförmig um den inneren Burghof. Die Mauer wird von zwei mächtigen Türmen unterbrochen, der südwestliche wurde im späten 13. Jahrhundert zu einem fünfgeschossigen Keep ausgebaut. Der im Norden der Mauer gelegene Turm wurde im 14. Jahrhundert zu einem Wohnbau ausgebaut, von dem ein Teil schon außerhalb der alten Ringmauer lag. Von dem Bau sind nur noch wenige Reste, vor allem ein aufwändig gearbeiteter Schornstein erhalten. An der nordöstlichen Seite der Burg befindet sich die Ruine der mächtigen Wohnhalle, die zu Beginn des 13. Jahrhunderts von de Burgh errichtet wurde. Das zweigeschossige rechteckige Gebäude war fast 30 m lang und 10 m breit. Das bewohnbare Erdgeschoss war durch eine Zwischenmauer in zwei Hälften geteilt, auch im Obergeschoss befand sich neben der großen Halle ein weiterer Raum als Privatgemach der Burgherren.